# Бёлер, Адам
Адам Сет Бёлер  (англ. Adam Boehler; род. 23 июня 1979, Олбани, штат Нью-Йорк, США) — американский бизнесмен и государственный служащий, который с 2019 по 2021 год занимал должность первого генерального директора Корпорации международного развития США. В настоящее время он является генеральным директором Rubicon Founders, инвестиционной компании в сфере здравоохранения, базирующейся в Нэшвилле. Он является основателем Landmark Health.
Ранее он занимал должность директора Центра инноваций Medicare и Medicaid, а также старшего советника по ценностно-ориентированной трансформации для министра здравоохранения и социальных служб Алекса Азара и заместителя администратора Центров услуг Medicare и Medicaid. Он присоединился к CMS в апреле 2018 года.

### Ранняя жизнь и образование
Бёлер родился в Олбани, штат Нью-Йорк, 23 июня 1979 года в еврейской семье. Отец Бёлера — врач. Бёлер с отличием окончил Уортонскую школу бизнеса Пенсильванского университета в 2000 году. Летом он жил в одной комнате с Джаредом Кушнером, с которым позже работал в команде, координирующей тесты на COVID-19. Во время учёбы в колледже Бёлер летом работал в Финансовой и фискальной комиссии — правительственном учреждении, управляемом парламентом Южной Африки.

### Ранняя карьера
Бёлер начал свою карьеру в Battery Ventures, технологической венчурной компании, которая фокусируется на инвестициях в программное обеспечение и новые технологии. Бёлер также был операционным партнером в Francisco Partners, глобальной частной инвестиционной компании, базирующейся в Сан-Франциско и специализирующейся на здравоохранении. Бёлер основал и был председателем Avalon Health Solutions, поставщика услуг по управлению лабораторными преимуществами.
Ранее Бёлер был основателем и главным исполнительным директором Accumen, поставщика услуг по управлению лабораторными преимуществами для систем здравоохранения. До прихода в CMS Бёлер был основателем и главным исполнительным директором Landmark Health, крупнейшего поставщика услуг по медицинскому обслуживанию на дому в стране. United Health Group приобрела Landmark за 3,5 миллиарда долларов в 2021 году.

### Правительство США (2018—2021)

#### Центр инноваций Medicare и Medicaid
Бёлер был назначен директором Центра инноваций Medicare и Medicaid в Министерстве здравоохранения и социальных служб США (HHS) в апреле 2018 года. Работая в HHS, Бёлер также занимал должность старшего советника по трансформации на основе ценности у секретаря Алекса Азара.
Во время своей работы в CMMI Бёлер запустил 16 моделей оплаты, призванных ускорить трансформацию здравоохранения США на оплату на основе ценности вместо платы за услуги. Он запустил серию моделей, направленных на расширение прав и возможностей врачей первичной медико-санитарной помощи, а также на трансформацию лечения почек по всей территории США.
Во время кризиса COVID Бёлер руководил группами, сосредоточенными на расширении тестирования, закупке критически важных СИЗ и обеспечении достаточного количества аппаратов искусственной вентиляции легких для населения США (и в конечном итоге помощи развивающимся странам, нуждающимся в помощи). Бёлер был одним из основателей Operation Warp Speed. 14 мая 2020 года президент Соединённых Штатов подписал указ, делегирующий полномочия Закона о производстве оборонной продукции компании Бёлера, гарантирующий производство различных вакцин, находящихся на рассмотрении, до одобрения Управления по контролю за продуктами питания и лекарственными средствами на расширение поставок вакцин внутри страны.

#### Международная корпорация финансирования развития
10 июля 2019 года президент Соединённых Штатов объявил о своем намерении выдвинуть кандидатуру Бёлера на должность главного исполнительного директора недавно созданной Международной корпорации финансирования развития США, правительственного агентства, образованного в соответствии с Законом о лучшем использовании инвестиций, ведущих к развитию (BUILD) в качестве объединения Корпорации зарубежных частных инвестиций и Управления кредитования развития Агентства США по международному развитию (USAID) в одну организацию. Кандидатура была получена Сенатом 22 июля 2019 года и единогласно подтверждена голосованием 26 сентября 2019 года.
За время своей работы в DFC Бёлер помог разработать указ в ответ на COVID-19, который расширил DFC до внутренних проектов — отход от его конгрессного мандата, который был сосредоточен на финансировании проектов в развивающихся странах. Первый внутренний кредит DFC был кредитом в размере 765 миллионов долларов для Kodak, предназначенным для преобразования фотокомпании в фармацевтическую компанию. Расследование Управления генерального инспектора DFC не нашло никаких доказательств того, что у сотрудников DFC был конфликт интересов в отношении кредита, и не обнаружило никаких «доказательств неправомерных действий со стороны должностных лиц DFC».

#### Инициатива трёх морей
DFC под руководством Бёлера публично выступала за и инвестировала 300 миллионов долларов в инвестиционный фонд инициативы трёх морей для укрепления энергетической безопасности стран Восточной Европы и противодействия российскому влиянию.

#### Сербия/Косово
При Бёлере DFC и EXIM подписали письма о заинтересованности с Сербией и Косово, чтобы помочь финансировать проекты, определённые в рамках соглашения, заключенного при посредничестве США, для продвижения экономического сотрудничества и развития между Косово и Сербией. Президент Сербии Александр Вучич и премьер-министр Косово Авдулла Хоти подписали соглашение 4 сентября 2020 года в Вашингтоне.

#### Афганистан
Бёлер сопровождал посла Хализада на переговорах с Талибаном в серии встреч, проведенных в Катаре, на которых обсуждалась возможность совместных инвестиций в Афганистан через Катарский фонд развития и пропагандировалась приверженность миру, чтобы сделать приоритетным экономический рост Афганистана.

#### Юго-Восточная Азия
Бёлер встретился с главами государств Вьетнама и Индонезии, чтобы обсудить инвестиции в энергетику и инфраструктуру. Он возглавлял последнюю делегацию США, которая встретилась с государственным советником Аун Сан Су Чжи до её ареста и заключения в тюрьму военными Мьянмы 1 февраля 2021 года
Среди первых инвестиций в акционерный капитал, сделанных DFC, были инвестиции в размере 54 миллионов долларов в Национальный инвестиционный и инфраструктурный фонд Индии, прямые инвестиции в индийский стартап FreshToHome, занимающийся электронной коммерцией, и более 200 миллионов долларов в солнечную энергетику.

#### Южная Америка и Латинская Америка
Бёлер встретился с лидерами стран региона, включая страны Карибского бассейна, Колумбию, Эквадор, Сальвадор, Гватемалу, Гондурас и лидера оппозиции Венесуэлы Хуана Гуайдо. В годовом отчете DFC за 2020 год указано, что кредиты малым и средним предприятиям, принадлежащим или возглавляемым женщинами, в размере около 1 миллиарда долларов по всей Латинской Америке.
Президент Колумбии Иван Дуке и Бёлер разработали экономический план, направленный на решение проблемы роста выращивания кокаина в Колумбии. DFC сообщила об инвестициях в размере более 1 миллиарда долларов в более чем 30 проектов в Колумбии в инфраструктурном и финансовом секторах в конце 2020 года.

#### Эквадор
Бёлер вёл переговоры с президентом Эквадора Ленином Морено, в результате чего было заключено кредитное соглашение на сумму 3,5 млрд долларов, позволяющее досрочно погашать кредиты Китаю, в обмен на исключение Эквадора китайских поставщиков телекоммуникационных услуг и оборудования из своих телекоммуникационных сетей 5G.

#### Греция
В июле 2020 года поддерживаемая DFC группа Onex подписала соглашение «в принципе» о взятии на себя управления верфями Elefsis Shipyards, второй по величине в Греции. Инвестиции в верфи, начатые Бёлером в Греции для противодействия китайской инициативе «Один пояс, один путь», продолжились и после его вступления в должность.

#### Африка
В ноябре 2019 года Бёлер встретился с премьер-министром, президентом и министрами финансов Эфиопии, чтобы обсудить поддержку инициатив реформ в целях развития страны. Через Атлантический совет DFC взаимодействовал с различными африканскими президентами, представляя альтернативный источник финансирования BRI для Китая.

#### Авраамовы соглашения
Бёлер был частью нескольких делегаций, которые путешествовали в 2020 и 2021 годах с Джаредом Кушнером в Саудовскую Аравию, ОАЭ и Катар, что в конечном итоге привело к Авраамовым соглашениям, а также к соглашению об урегулировании разлома в Персидском заливе.
Бёлер был частью делегации высокого уровня в Израиле и Марокко для обсуждения соглашения о нормализации отношений между Израилем и Марокко, а также в составе делегации в октябре 2020 года с министром финансов Стивеном Мнучиным в Израиле, Бахрейне и ОАЭ для обсуждения экономического сотрудничества в рамках Авраамских соглашений.

#### Карьера после ухода из правительства
В 2021 году Бёлер основал инвестиционную фирму в сфере здравоохранения Rubicon Founders, базирующуюся в Нэшвилле, штат Теннесси. Фирма специализируется на жизни пожилых людей и геномике. Он также входит в совет директоров Атлантического совета и является членом Мемориального совета Холокоста США.

## Личная жизнь
Бёлер проживает в Нэшвилле, штат Теннесси, со своей женой Широй и четырьмя детьми. Ранее Бёлер проживал в Новом Орлеане.